# Максім Деккер
Максім Деккер (нід. Maxim Dekker, нар. 21 квітня 2004, Рійзенхут, Нідерланди) — нідерландський футболіст, центральний захисник клубу АЗ.

## Ігрова кар'єра

### Клубна
Максім Деккер є вихованцем клубної академії АЗ (Алкмаар). З 2017 року захисник грав в молодіжній команді АЗ. В серпні 2020 року Деккер підписав з клубом свій перший професійний контракт. Починаючи з сезону 2021/22 футболіст почав свої виступи у дублюючому складі «Йонг АЗ» в турнірі Еерстедивізі.
29 травня 2022 року Деккер провів першу гру в основі АЗ у матчі чемпіонату Нідерландів.

### Збірна
У вересні 2020 року Максім Деккер потрапив до заявки юнацької збірної Нідерландів для участі в юнацькому чемпіонаті Європи (U-17) але через пандемію коронавірусу турнір було скасовано.
З 2024 року Максім Деккер виступає в складі молодіжної збірної Нідерландів.

## Досягнення
АЗ (мол.)
- Переможець Юнацької ліги УЄФА: 2022–23[6]